# KGM Commercial
 (septembre 2018).
Si vous disposez d'ouvrages ou d'articles de référence ou si vous connaissez des sites web de qualité traitant du thème abordé ici, merci de compléter l'article en donnant les références utiles à sa vérifiabilité et en les liant à la section « Notes et références ».
KGM Commercial (KGMC; Hangul: 에디슨 모터스) est un fabricant de bus électriques en Corée du Sud. Le siège et les installations de fabrication sont situés dans le district de Hamyang, dans le Gyeongsang du Sud.

## Histoire
La compagnie a été initialement fondée en tant que division de fabrication de véhicules, nommée Edison Motors, par la division de tubes Hanguk Fiber GRP. Cependant, en raison de son déficit, la division véhicules a été divisée et incorporée. En juillet 2015, elle a été cédée à (Taichi Green Motors). Il y avait une critique à propos des crédits de la société et il était également possible que la technologie de bus électrique fournie par Hanguk Fiber avec le soutien de la Corée du Sud puisse être divulguée aux fabricants de bus chinois. 2000.Aso Taichi n'avait pas payé le dépôt de contraction correctement après l'acquisition. En 2017, Taichi a vendu TGM, qui n'était pas rentable, à la société coréenne EES.
En 2022, un consortium mené par Edison Motors rachète le constructeur automobile de SUVs Ssangyong à l'indien Mahindra & Mahindra.
Le 26 septembre 2023, la compagnie change de nom pour KGM Commercial.

## Véhicules
- Edison Smart
- Edison Fi-Bird